# The 4th Disciple
Pour les articles homonymes, voir Bogard.
The 4th Disciple, El-Divine Amir Bey (nom civil Selwyn Bogard), est un producteur de hip-hop. Il est notamment connu pour être le producteur du groupe Killarmy, et un des membres les plus productifs du Wu-Elements.

## Biographie
Après avoir été DJ sur le 1er album du Wu-Tang Clan, Enter The Wu-Tang: 36 Chambers, 4th coproduit quelques chansons avec The RZA sur les 3 1ers albums de différents artistes du Wu en solo, y compris certaines chansons de Raekwon sur Only Built 4 Cuban Linx… ; Wu-Gambinos, et Guillotine (Swordz).
Il a ensuite produit ce qui était à l'époque que la deuxième chanson du Wu-Tangsans la production de RZA production, Quand la chanson solo de Killah Priest "B.I.B.L.E. (Basic Instructions Before Leaving Earth)" a été incluse dans Liquid Swords de GZA. Cela a conduit 4th Disciple à produire cinq  chansons sur le double album Wu-Tang Forever.  Après avoir produit 15 sur 17 des chansons du  premier album de Killarmy, Silent Weapons for Quiet Wars, et participant lourdement sur les premiers albums de Killah Priest (Heavy Mental) et Sunz of Man (The Last Shall Be First (en)), Les beat de 4th continuèrent à apparaitre sur les projets solos des membres du Clan, including Inspectah Deck et Method Man.  Cependant, plus récemment,, 4th concentra sa production sur Killarmy, Sunz of Man,et de leurs filiales, plutôt que le Clan lui-même. The RZA l'a fait, en fait, produire et coproduire avec 4th sur son 1er album, Silent Weapons for Quiet Wars, à savoir pour les pistes "Wake Up" et "War Face." Ses dernières productions sont avec un nouvel artiste du New Jersey nommé Bizz, qui a signé chez Blakglobe Records et a une distribution par le biais Colossal Entertainment et Koch.

## Album
- 1999: Street Valley Project
- 2004: Freedom of Speech
- 2007: Best of (740) Vl.1